# Каміль Адамс
Каміль Адамс (англ. Cammile Adams, 11 вересня 1991) — американська плавчиня.
Учасниця Олімпійських Ігор 2012 року.
Призерка Чемпіонату світу з водних видів спорту 2015 року.
Переможниця Пантихоокеанського чемпіонату з плавання 2014 року.